# File Allocation Table
File Allocation Table (FAT) este un sistem de fișiere, parțial patentat de către Microsoft pentru MS-DOS; a fost primul sistem de fișiere pentru Microsoft Windows.

## Istorie
Sistemul de fișiere FAT a fost creat de Bill Gates și Marc McDonald în 1977 pentru managementul discurilor în Microsoft Disk BASIC. În august 1980, Tim Paterson a inclus FAT în sistemul său de operare, 86-DOS, utilizat pentru procesorul S-100 8086. Fișierele de sistem erau principala diferență între 86-DOS și predecesorul său, CP/M.Systeme de operare care folosesc formatul fat: Dos (cu toate versiunile sale), Windows 1.01,95,98.